# 玉木佑和
玉木 佑和（たまき ゆな、1990年4月28日 - ）は、日本の声優、舞台女優、脚本家、占術家。旧芸名は田中 里和（たなか さとわ）。フリー。茨城県出身。

## 略歴
花やしきアクターズスタジオ出身。
2010年、花やしきアクターズスタジオからオーディションを受け、81プロデュースが運営する81アクターズスタジオに入所。
2011年5月1日、81プロデュースに所属。
2012年に小林悠、中島ヨシキ、平山友紀子と共に演劇集団「初恋企画」を結成。演者として出演するだけではなくリーダー（主宰）兼脚本も担当している。
2016年2月4日、芸名を田中里和から改名。
2019年現在、東京池袋にある「占い館セレーネ」に所属している。
2024年11月に81プロデュースを退所し、フリーとなる。

## 人物
声域はソプラノ。
趣味・特技はカラオケ、剣道、相対性音感、タロット占い。
ボードゲームが好きで、ハコオンナというゲームにハマっている。

## 出演

### テレビアニメ
2011年
- ダンタリアンの書架（メイド）
- デュエル・マスターズ ビクトリー（2011年 - 2012年、ハコ、鎌倉ユキ子）
- バクマン。シリーズ（2011年 - 2013年、女子高生、女性） - 2シリーズ

2012年
- SKET DANCE（女子生徒）
- たまごっち!（女の子）
- 探検ドリランド（娘）
- めだかボックス（秋月三年生）
- ヨルムンガンド（ジャノ、マリーン、女性、プライムの妻） - 2シリーズ

2013年
- キルラキル（2013年 - 2014年、チョロマ、渡益代、吹奏楽部員、大阪のおばちゃん）
- ステラ女学院高等科C3部（女子アナウンサー）
- 東京レイヴンズ（生徒）
- 波打際のむろみさん（人魚1、お姉さん）
- プリティーリズム・レインボーライブ（客1）
- ポケットモンスター ベストウイッシュ シーズン2 エピソードN（生徒たち、メリープ）
- ポケットモンスター ミュウツー 〜覚醒への序章〜（バージルのリーフィア）
- 名探偵コナン（アナウンス）

2014年
- カードファイト!! ヴァンガードG（2014年 - 2015年、ビイト、子供B）
- そにアニ -SUPER SONICO THE ANIMATION-（旅館の女将）
- 団地ともお（男子B）
- ポケットモンスター XY（メイド）

2015年
- 俺物語!!（母親）
- ドラえもん（テレビ朝日版第2期）（クラスメイトA）

### OVA
- いじめ（2012年、舞） - ちゃお 2012年3月号付録

### ゲーム
2009年
- ジョーカーの国のアリス 〜Wonderful Wonder World〜

2011年
- ラストストーリー（アリエル）

2014年
- ハナヤマタ よさこいLIVE!

2015年
- 俺タワー -Over Legend Endless Tower-（コンテナクレーン、クローラキャリア、ブラシ式路面清掃車、アスファルトスプレヤ）
- トイズドライブ （浅木遥）
- 戦国アスカZERO（北条氏直）

### 吹き替え

#### 映画
- ブラザーズ・ブルーム
- メイク・イット・ハプン!

#### テレビドラマ
- NCIS 〜ネイビー犯罪捜査班（女性）
- ハート・オブ・ディクシー ドクターハートの診療日記（マグノリア）

#### アニメ
- インサイド・ヘッド（交差路の作業員）
- きかんしゃトーマス（女の子2、子ども2、母親、少女、男の子）
- モーターシティ（リジー）

### ラジオ
- 夢と希望（あさくさFM）[11]

### ラジオドラマ
- 青春アドベンチャー（NHK-FM）[11]
  - 僕らはみんな
  - ゼンダ城の虜（門番の娘、2008年3月17日 - 28日）
  - 黄金仮面（小雪）
  - ゼンダ城の虜〜完結編〜ヘンツォ伯爵（ローザ、2010年11月22日 - 12月3日）

### CD

#### 音楽CD
- きみはホエホエむすめ（ホエホエックス）[14][15]

#### ドラマCD
- AIKa ZERO ドラマCDvol.1[11]
- THE IDOLM@STER CINDERELLA GIRLS WILD WIND GIRL 5巻特装版付属CD (女B)

#### BLCD
- ダブルミンツ（デリヘル嬢、店員[16]）[17]

### 舞台
出演
- 林将平プロデュース公演 第一回「オムライス〜思春期を包むふわふわ卵〜」（吉岡サクラ）[11]

脚本
- 劇団オルゴール第一回公演「ワスラレノヤカタ〜百重の記憶〜」（2011年7月1日 - 3日）[18]

脚本・出演
- 81LIVE〜MUSIC PUSH!〜（2011年10月15日）[19]
- 初恋企画
  - 初恋企画 The First Project「初恋企画」（2012年4月21日、22日）[20]
  - 初恋企画 The Second Project「天使が呼んでる」（2012年10月13日、14日）[21]
  - 初恋企画 The Third Project「恋椿/アオときびなご」（2013年5月10日〜12日）[22]
  - 初恋企画 The 3.5 Project「私、恨んでます！／初恋企画セカンド！」（2013年11月10日）[23]
  - 初恋企画 The Forth Project「うえるかむto 死にたがりホテル」（2014年9月25日〜28日）[24]
  - 初恋企画 The 4.5 Project「初恋カクテル」（2015年3月25日）[25]

### テレビ番組
脚本
- BREAK OUT（テレビ朝日）
  - Candy Boy（2015年-)

### CM
- 小学館文庫『偏差値70の野球部』（ヒカルの声）

### その他コンテンツ
- コスプレ☆アニマル（BeeTV）[11]
- 押忍!声優道場!!（WALLOP）[26]
- 月刊コミックTV ドラマシアター コミドラ
  - ひまわりさん（七瀬）